# VueScan
VueScan ist eine Software zum Scannen und zur Rohdaten-Bildbearbeitung, die seit dem Jahr 1999 von Ed Hamrick entwickelt wird.

## Versionen
VueScan ist in drei Editionen (Basic, Standard und Professional) zu unterschiedlichen Preisen erhältlich. Diese Varianten sind in derselben Datei enthalten, wobei ein Freischaltcode die Edition bestimmt. Ohne Freischaltcode läuft VueScan im Demomodus; dieser entspricht im Funktionsumfang der Professional-Edition und unterscheidet sich von ihr dadurch, dass die erzeugten Bilder ein sichtbares Wasserzeichen eingebettet haben.

## Unterstützte Hardware
Die Software unterstützt über 7700 Scanner von 42 verschiedenen Herstellern für verschiedene Betriebssysteme (Stand: März 2024). Darunter finden sich Geräte, für die es auf aktuellen Betriebssystemen keine lauffähige Herstellersoftware mehr gibt. Die Linuxversion unterstützt auch einige Geräte, zu denen es keine oder keine voll funktionsfähigen freien Treiber für Linux gibt. Teilweise verwendet VueScan eigene Treiber (z. B. für Nikons CoolScan-Serie), teilweise Treiber von den Scannerherstellern. In letzterem Fall werden diese Scanner nur auf den Betriebssystemen unterstützt, die der Treiber des Herstellers unterstützt.

## Funktionsumfang
Die Professional-Edition hat folgenden Funktionsumfang:
- Scannen von Auflichtvorlagen
- Scannen von Negativfilm (Farbkompensation für die Orangemaske)
- Scannen von Diafilm inklusive Spezialbehandlung für Kodachrome
- Staub- und Kratzerentfernung mittels Infrarotkanal (mit Nikon-Filmscannern auch für Kodachrome)
- Restaurierung von verblassten und vergilbten Farben
- Mehrfachscans zur Rauschunterdrückung (auch bei Scannern, die kein mehrfaches Auslesen erlauben)
- Mehrfachbelichtung zur Erhöhung der Dynamik
- Stapelverarbeitung
- digitale Wasserzeichen
- Ausgabeformate: JPG, TIFF, PDF, Text
- durchgängiges Farbverwaltungssystem mit ICC-Profilen und IT8-Farbkalibrierung
- Erzeugen von Scannerrohdaten (bis 64-Bit-TIFF, DNG) zur späteren Weiterverarbeitung.
- OCR-Unterstützung mittels Tesseract (bis Version 9.8.34 Tesseract 3, ab 1. Juli 2024 mit Version 9.8.35 Tesseract 5)[5]

In der Standard-Edition, die für gelegentliches Scannen von Dokumenten mit dem Flachbettscanner bestimmt ist, entfallen das Scannen von Negativ- und Diafilm, die OCR-Unterstützung und weitere der erweiterten Funktionen. Updates sind beim einmaligen Kauf ein Jahr lang kostenlos; beim Abo-Modell für die Laufzeit des Abonnements.